# English Hours
English Hours (em português, Horas inglesas) é um livro de literatura de viagem publicado por Henry James em 1905. O livro reúne vários ensaios que James havia escrito sobre  Inglaterra ao longo de um período de trinta anos, começando na década de 1870. Os ensaios haviam sido originalmente publicados em periódicos como The Nation, The Century Magazine, Scribner's Magazine, The Galaxy e Lippincott's Magazine. James escreveu uma nova introdução para o livro e revisou extensivamente muitos dos artigos para criar um todo mais coerente.

## Índice
| - London - Browning in Westminster Abbey - Chester - Lichfield and Warwick - North Devon - Wells and Salisbury | - An English Easter (Uma Páscoa inglesa) - London at Midsummer (Londres em pleno verão) - Two Excursions (Duas excursões) - In Warwickshire - Abbeys and Castles (Abadias e Castelos | - English Vignettes (Vinhetas inglesas) - An English New Year (Um Ano Novo inglês) - An English Winter Watering-place (Uma estância de águas inglesa de inverno) - Winchelsea, Rye and Denis Duval - Old Suffolk (Velha Suffolk) |